# Chrząstka pierścieniowata
Chrząstka pierścieniowata (łac. cartilago cricoidea) – w anatomii człowieka jedna z nieparzystych chrząstek budujących szkielet chrzęstny krtani. Ma ona wygląd sygnetu. Światło pierścienia od góry jest eliptyczne a na przekroju dolnym okrągłe. Składa się z dwóch zasadniczych elementów: płytki leżącej z tyłu i łuku znajdującego się z przodu i z boków chrząstki. 
Łuk chrząstki pierścieniowatej od przodu jest niski, ku tyłowi znacznie wyższy. Do jego bocznej powierzchni przyczepia się mięsień pierścienno-tarczowy oraz bocznie stożek sprężysty i mięsień pierścienno-nalewkowy boczny. Od przodu do górnego brzegu łuku przyczepia się więzadło pierścienno-tarczowe pośrodkowe. Brzeg dolny łuku łączy się więzadłem pierścienno-tchawiczym z pierwszą chrząstką tchawicy.
Płytka, stanowiąca tylny element chrząstki pierścieniowatej, ustawiona jest pionowo. Jej górna powierzchnia pośrodkowo wytwarza dołek, od którego bocznie i obustronnie znajdują się owalne powierzchnie stawowe dla stawu pierścienno-nalewkowego. Do jej tylnej powierzchni złożonych z dwóch nieco wklęsłych zagłębień przyczepia się mięsień pierścienno-nalewkowy tylny, przyśrodkowo zaś włókna warstwy podłużnej mięśniówki przełyku. Na jej bocznym brzegu obustronnie znajduje się okrągława powierzchnia stawowa dla stawu pierścienno-tarczowego. Jest to miejsce dla rogów dolnych chrząstki tarczowatej. 